# Lista odcinków serialu Przystań
Poniżej znajduje się lista odcinków serialu telewizyjnego Przystań – emitowanego przez kanadyjską stację telewizyjną Syfy od 9 lipca 2010 do 17 grudnia 2015 roku, w Polsce natomiast przez stację SciFi Universal od 10 października 2010 do 17 lutego 2016 roku. Powstały łącznie 5 sezonów, które składają się z 78 odcinków.
|  | 1 | 13 | 9 lipca 2010     | 8 października 2010 | 10 października 2010 | 23 grudnia 2010 | 14 czerwca 2011 | 1 czerwca 2011   | 1 czerwca 2011 |
|  | 2 | 13 | 15 lipca 2011    | 6 grudnia 2011      | 12 października 2011 | 28 grudnia 2011 | 4 września 2012 | 13 marca 2012    | 16 maja 2012   |
|  | 3 | 13 | 21 września 2012 | 17 stycznia 2013    | 6 stycznia 2013      | 31 marca 2013   | 3 sierpnia 2013 | 30 sierpnia 2013 | 1 maja 2013    |
|  | 4 | 13 | 13 września 2013 | 13 grudnia 2013     | 8 lutego 2014        | 3 maja 2014     | brak danych     | brak danych      | brak danych    |
|  | 5 | 26 | 11 września 2014 | 17 grudnia 2015     | 12 listopada 2014    | 17 lutego 2016  | brak danych     | brak danych      | brak danych    |

## Sezon 1 (2010)
| 1 | 1  | Welcome to Haven           | Witamy w Haven       | Adam Kane      | Sam Ernst Jim Dunn                   | 9 lipca 2010        | 10 października 2010 |
| Agentka FBI Audrey Parker zostaje wysłana do miasteczka Haven z zadaniem odnalezienia zbiegłego tam więźnia. Na miejscu okazuje się, że więzień zginął w tajemniczych okolicznościach. Zaczyna współpracować z lokalnym detektywem Nathanem Wuornosem by rozwiązać sprawę. W międzyczasie miasteczko nawiedzają dziwne i gwałtowne zjawiska pogodowe. |    |                            |                      |                |                                      |                     |                      |
| 2 | 2  | Butterfly                  | Motyl                | Tim Southam    | Ann Hamilton                         | 16 lipca 2010       | 17 października 2010 |
| Audrey postanawia zostać w Haven na dłużej by zbadać tożsamość kobiety z gazety, która jak podejrzewa jest jej matką i jej powiązania z tajemniczym związkiem z Colorado Kid, ale kończy się na tym, że pomaga w śledztwie związanym ze zniszczonym barem i serią ataków na ludzi.                                                                    |    |                            |                      |                |                                      |                     |                      |
| 3 | 3  | Harmony                    | Harmonia             | Rachel Talalay | Matt McGuinness                      | 23 lipca 2010       | 17 października 2010 |
| Audrey przyzwyczaja się do nowej pracy jako policjantka w Haven i pomaga w śledztwie związanym ze szpitalem psychiatrycznym. Odnajduje również pierwszą wskazówkę dotyczącą kobiety z fotografii - jej imię - Lucy. |    |                            |                      |                |                                      |                     |                      |
| 4 | 4  | Consumed                   | Pochłonięci          | Rachel Talalay | Ann Hamilton                         | 30 lipca 2010       | 24 października 2010 |
| 5 | 5  | Ball and Chain             | Kula u nogi          | Tim Southam    | Nikki Toscano                        | 6 sierpnia 2010     | 31 października 2010 |
| Audrey i Nathan badają sprawę śmierci ze starości mężczyzn, którzy wcale nie byli starzy. Duke jest także jedną z ofiar i niemalże umiera. |    |                            |                      |                |                                      |                     |                      |
| 6 | 6  | Fur                        | Futro                | Keith Samples  | Jim Dunn                             | 13 sierpnia 2010    | 7 listopada 2010     |
| 7 | 7  | Sketchy                    | Niekompletny         | T. W. Peacocke | Matt McGuinness                      | 20 sierpnia 2010    | 14 listopada 2010    |
| 8 | 8  | Ain’t No Sunshine          | Brak słońca          | Ken Girotti    | Sam Ernst                            | 27 sierpnia 2010    | 21 listopada 2010    |
| 9 | 9  | As You Were                | Jak ty, kiedyś       | Rob Lieberman  | Jose Molina                          | 10 września 2010    | 28 listopada 2010    |
| 10 | 10 | The Hand You Were Dealt    | Ręczne rozpatrywanie | Rob Lieberman  | Jim Dunn                             | 17 września 2010    | 2 grudnia 2010       |
| 11 | 11 | The Trial of Audrey Parker | Proces Audrey Parker | Lee Rose       | Charles Ardai Sam Ernst, Jose Molina | 24 września 2010    | 9 grudnia 2010       |
| 12 | 12 | Resurfacing                | Wynurzenie           | Mike Rohl      | Charles Ardai                        | 1 października 2010 | 16 grudnia 2010      |
| Morze wyrzuca na brzeg wrak łodzi z martwą „niespodzianką” w środku, a w tym czasie tajemnicza siła prześladuje członków rodziny pewnego żeglarza. Dzięki śledztwu w tej sprawie Audrey odkrywa tożsamość Lucy. W tym czasie przez pewien szemrany układ, życie Duke’a jest w niebezpieczeństwie.                                                     |    |                            |                      |                |                                      |                     |                      |
| 13 | 13 | Spiral                     | Spirala              | Fred Gerber    | Sam Ernst Jim Dunn                   | 8 października 2010 | 23 grudnia 2010      |
| Sekrety Haven wychodzą na światło dzienne. Audrey jest rozdarta, po tym jak odkrywa prawdę o sobie. W tym czasie do miasta powraca pewien kryminalista, przez którego Nathana i szeryfa dogania przeszłość. |    |                            |                      |                |                                      |                     |                      |

## Sezon 2 (2011)
| 14 | 1  | A Tale of Two Audreys      | Historia dwóch Audrey         | T. W. Peacocke   | Sam Ernst Jim Dunn                              | 15 lipca 2011    | 12 października 2011 |
| Audrey spotyka kobietę która twierdzi, że jest nią. Nathan przejmuje dowodzenie na posterunku policji. W tym czasie Haven nawiedzają plagi z Biblijnej Księgi Wyjścia. |    |                            |                               |                  |                                                 |                  |                      |
| 15 | 2  | Fear & Loathing            | Strach i obrzydzenie          | Rob Lieberman    | Gabrielle Stanton                               | 22 lipca 2011    | 12 października 2011 |
| Mieszkańcy Haven są nawiedzani przez ich najgorsze koszmary, a w tym czasie kłopot Nathan znika w tajemniczych okolicznościach a tajemnicza łamigłówka, która jest w stanie zniszczyć Haven zostaje skradziona. |    |                            |                               |                  |                                                 |                  |                      |
| 16 | 3  | Love Machine               | Zbuntowane maszyny            | T. W. Peacocke   | Matt McGuinness, Nora Zuckerman Lilla Zuckerman | 29 lipca 2011    | 19 października 2011 |
| Maszyny zaczynają atakować ludzi. W tym czasie Audrey nr.2 bada tajemnicę tożsamości Audrey i trafia do Stodoły. |    |                            |                               |                  |                                                 |                  |                      |
| 17 | 4  | Sparks and Recreation      | Pod prądem                    | Lynne Stopkewich | Jonathan Abrahams                               | 5 sierpnia 2011  | 26 października 2011 |
| Impulsy elektromagnetyczne zaczynają nawiedzać Haven i jeden z nich powoduje śmierć wyjątkowo popularnego wśród mieszkańców miasteczka polityka. W czasie śledztwa Audrey i Nathan spotykają Dwighta - człowieka, który uważa siebie za sprzątacza, który pomaga ukrywać skutki obecności kłopotów w mieście.. Duke i Evi znajdują małe, puste pudełko po tym, jak Duke w końcu zgadza się na oferowaną mu przez żonę pomoc w obronie przed tajemniczym człowiekiem z tatuażem. |    |                            |                               |                  |                                                 |                  |                      |
| 18 | 5  | Roots                      | Korzenie                      | Tim Southam      | Jim Dunn                                        | 12 sierpnia 2011 | 2 listopada 2011     |
| 19 | 6  | Audrey Parker’s Day Off    | Wolny dzień Audrey            | Fred Gerber      | Nora Zuckerman Lilla Zuckerman                  | 19 sierpnia 2011 | 9 listopada 2011     |
| 20 | 7  | The Tides That Bind        | Kłopotliwe więzy              | Paolo Barzman    | Gabrielle Stanton                               | 26 sierpnia 2011 | 16 listopada 2011    |
| 21 | 8  | Friend or Faux             | Przyjaciel w potrzebie        | Stephen Reynolds | Sam Ernst                                       | 2 września 2011  | 23 listopada 2011    |
| 22 | 9  | Lockdown                   | Przetasowanie                 | Jason Priestley  | Nora Zuckerman Lilla Zuckerman                  | 9 września 2011  | 7 grudnia 2011       |
| 23 | 10 | Who, What, Where, Wendigo? | Zabawa w chowanego z mordercą | Lee Rose         | Jonathan Abrahams                               | 16 września 2011 | 14 grudnia 2011      |
| 24 | 11 | Business as Usual          | Rutyna                        | Shawn Piller     | Matt McGuinness Gabrielle Stanton               | 23 września 2011 | 21 grudnia 2011      |
| 25 | 12 | Sins of the Fathers        | Grechy przodków               | Lee Rose         | Sam Ernst Jim Dunn                              | 30 września 2011 | 28 grudnia 2011      |
| 26 | 13 | Silent Night               | Cicha noc                     | Shawn Piller     | Brian Millikin                                  | 6 grudnia 2011   | 28 grudnia 2011      |

## Sezon 3 (2012–2013)
| 27 | 1  | 301                     | Zakładniczka               | Lee Rose          | Jonathan Abrahams               | 21 września 2012     | 6 stycznia 2013  |
| Nathan i Duke próbują odnaleźć porwaną Audrey, ale kłopot, który oddziałuje na metalowe obiekty spowalnia ich śledztwo. W tym czasie Audrey jest więziona w piwnicy i przesłuchiwana - tajemniczy osobnik chce wiedzieć co stało się Colorado Kidem.                                                                                       |    |                         |                            |                   |                                 |                      |                  |
| 28 | 2  | Stay                    | Jaskiniowcy                | Shawn Piller      | Matt McGuiness                  | 28 września 2012     | 13 stycznia 2013 |
| 29 | 3  | The Farmer              | Hodowca                    | T. W. Peacocke    | Sam Ernst Jim Dunn              | 5 października 2012  | 20 stycznia 2013 |
| Po tym jak ciała pozbawione niektórych organów wewnętrznych zaczynają pojawiać się na terenie Haven, Audrey i Nathan starają się złapać jednego z najbardziej sadystycznych osób z kłopotem jakiego kiedykolwiek spotkali. W międzyczasie Duke musi zmierzyć się z rodzinną przeszłością i własnym kłopotem, o którym ostrzegał go ojciec. |    |                         |                            |                   |                                 |                      |                  |
| 30 | 4  | Over My Head            | Przypływ                   | Rob Lieberman     | Gabrielle Stanton               | 12 października 2012 | 27 stycznia 2013 |
| Haven jest nawiedzane przez tajemniczą serię utonięć osób, które nie miały kontaktu z wodą. |    |                         |                            |                   |                                 |                      |                  |
| 31 | 5  | Double Jeopardy         | Podwójne niebezpieczeństwo | Nisha Ganatra     | Nora Zuckerman Lilla Zuckerman  | 19 października 2012 | 3 lutego 2013    |
| W Haven pojawia się tajemnicza kobieta, która na własną rękę wymierza sprawiedliwość. Jedną z jej niedoszłych ofiar jest również Duke. |    |                         |                            |                   |                                 |                      |                  |
| 32 | 6  | Real Estate             | Nieruchomość               | Jason Priestley   | Brian Millikin                  | 26 października 2012 | 10 lutego 2013   |
| Audrey wspólnie z paroma innymi osobami badają opuszczony dom, który uważany jest za nawiedzony, a w którym doszło do dziwnych wydarzeń związanych z kłopotami. W trakcie śledztwa dom... więzi wszystkich w środku. Audrey odkrywa tożsamość Colorado Kid’a.                                                                              |    |                         |                            |                   |                                 |                      |                  |
| 33 | 7  | Magic Hour part 1       | Magiczna godzina: Część 1  | Paul Fox          | Shernold Edwards                | 2 listopada 2012     | 17 lutego 2013   |
| Podczas gdy Audrey i Duke sprawdzają trop dotyczący Colorado Kid’a w Colorado, Nathan oraz Tommy muszą zmierzyć się z kłopotem osoby, która wskrzesza zmarłych. |    |                         |                            |                   |                                 |                      |                  |
| 34 | 8  | Magic Hour part 2       | Magiczna godzina: Część 2  | Paul Fox          | Sam Ernst Jim Dunn              | 9 listopada 2012     | 24 lutego 2013   |
| Audrey i Duke nieświadomie sprzymierzają się z Bolcowym Mordercą, którego próbowali złapać przez ostatnie pół roku, by odnaleźć osobę wskrzeszającą zmarłych, by uratować życie Nathana. |    |                         |                            |                   |                                 |                      |                  |
| 35 | 9  | Sarah                   | Sarah                      | Stephen Reynolds  | Nora Zuckerman Lilla Zuckerman  | 16 listopada 2012    | 3 marca 2013     |
| Kłopot starszego, emerytowanego żołnierza wysyła Nathana i Duke’a do roku 1955. Szukając drogi powrotnej napotykają dziadka Duke’a, a następnie spotykają Sarah Vernon - jedno z poprzednich wcieleń Audrey. W tym czasie, w teraźniejszym Haven pojawiają się coraz bardziej gwałtowne zmiany.                                            |    |                         |                            |                   |                                 |                      |                  |
| 36 | 10 | Burned                  | Spaleni                    | T. W. Peacocke    | Charles Ardai                   | 30 listopada 2012    | 10 marca 2013    |
| Audrey odkrywa, że znalezione przez nią spalone zwłoki należą do Tommy’ego, co oznacza że prawdziwy Tommy był martwy jeszcze zanim się poznali. W tym czasie miasto działa pod wpływem kłopotu pewnej dziewczyny, która sprawia, że każde jej życzenie zostaje spełnione.                                                                  |    |                         |                            |                   |                                 |                      |                  |
| 37 | 11 | Last Goodbyes           | Pożegnanie                 | Steven A. Adelson | Brian Millikin Shernold Edwards | 7 grudnia 2012       | 17 marca 2013    |
| Audrey prowadzi kampanię na rzecz odnalezienia Bolcowego Mordercy - rozmawiając z ludźmi i szukając ewentualnych nieprawidłowości po kolei eliminuje ich jako zagrożenie. Następnego dnia okazuje się, że całe miasto, prócz jednego człowieka z amnezją, zapadło w śpiączkę.                                                              |    |                         |                            |                   |                                 |                      |                  |
| 38 | 12 | Reunion                 | Zjazd absolwentów          | Lee Rose          | Gabrielle Stanton               | 17 stycznia 2013     | 24 marca 2013    |
| Seria morderstw na szkolnym zjeździe absolwentów wskazuje na obecność osoby z kłopotem. W tym czasie tożsamość Bolcowego Mordercy wychodzi na światło dzienne. |    |                         |                            |                   |                                 |                      |                  |
| 39 | 13 | Thanks for the Memories | Dziękuję za wspomnienia    | Shawn Piller      | Sam Ernst Jim Dunn              | 17 stycznia 2013     | 31 marca 2013    |
| Audrey jest zdeterminowana by przerwać 27-letni cykl związany z kłopotami, ale czy jej się uda? |    |                         |                            |                   |                                 |                      |                  |

## Sezon 4 (2013–2014)
| 40 | 1  | Fallout                                  | Efekty uboczne      | Shawn Piller     | Gabrielle Stanton                             | 13 września 2013     | 8 lutego 2014    |
| Duke zostaje wyrzucony przez Stodołę pół roku później, do zamkniętego basenu. Z opałów wybawia go dziewczyna o imieniu Jennifer, która słyszy głosy osób przebywających w Stodole i dzięki temu wie jak kłopoty można zakończyć na zawsze. Nie była ona nigdy w Haven i nie słyszała o kłopotach, postanawia jednak pomóc Duke’owi w powrocie do miasteczka i odnalezieniu zaginionej Audrey. W tym czasie Haven przeżywa ciężki okres - kłopoty nie zniknęły. |    |                                          |                     |                  |                                               |                      |                  |
| 41 | 2  | Survivors                                | Ocalali             | Shawn Piller     | Nora Zuckerman Lilla Zuckerman                | 20 września 2013     | 15 lutego 2014   |
| Duke i Nathan muszą odłożyć szukanie Audrey na rzecz rozwiązania sprawy kłopotu człowieka który zwęgla ludzi pyłem wulkanicznym. W tym czasie Lexie DeWitt ratuje tajemniczego klienta jej baru przed śmiercią. |    |                                          |                     |                  |                                               |                      |                  |
| 42 | 3  | Bad Blood                                | Zabójcza krew       | Robert Lieberman | Shernold Edwards                              | 27 września 2013     | 22 lutego 2014   |
| Nathan i Dwight szukają osoby odpowiedzialną za krew, która uzyskała samoświadomość i morduje ludzi zabierając krew z ich ciał. Duke stara się zasugerować bratu jak najszybsze opuszczenie Haven, zanim dowie się prawdy o kłopotach. |    |                                          |                     |                  |                                               |                      |                  |
| 43 | 4  | Lost And Found                           | Odnalezieni         | Lee Rose         | Speed Weed                                    | 4 października 2013  | 1 marca 2014     |
| Nathan i Dwight poszukują zaginionych dzieci, których zniknięcie ma związek ze starą legendą. W tym czasie Duke próbuje znaleźć Audrey z pomocą kłopotu Jennifer. |    |                                          |                     |                  |                                               |                      |                  |
| 44 | 5  | The New Girl                             | Nowa dziewczyna     | Rick Bota        | Brian Millikin                                | 11 października 2013 | 8 marca 2014     |
| Nathan walczy sam ze sobą, gdy wspólnie z Lexie pracują nad kolejną sprawą związaną z kłopotami – pomimo iż Lexie wygląda jak Audrey, ich osobowości kompletnie się różnią. |    |                                          |                     |                  |                                               |                      |                  |
| 45 | 6  | Countdown                                | Odliczanie          | Jeff Renfroe     | Matt McGuiness                                | 18 października 2013 | 15 marca 2014    |
| Audrey, Nathan i Duke walczą z czasem by odnaleźć przyczynę kłopotu, który zamienia ludzi w kamień. |    |                                          |                     |                  |                                               |                      |                  |
| 46 | 7  | Lay Me Down                              | Niebezpieczne sny   | Paul Fox         | Nora Zuckerman Lilla Zuckerman                | 25 października 2013 | 22 marca 2014    |
| Kłopot, który sprawia, że sny stają się rzeczywistością dla śniącego uaktywnia się zbierając żniwo. W tym samym czasie Duke znajduje się w trudnej sytuacji - musi poradzić sobie z kłopotem w postaci własnego brata. |    |                                          |                     |                  |                                               |                      |                  |
| 47 | 8  | Crush                                    | Ciśnienie           | Stephen Reynolds | Speed Weed                                    | 1 listopada 2013     | 29 marca 2014    |
| Pomimo iż rodzina Driscoll nigdy nie była dotknięta kłopotami, po spotkaniu dwóch mężczyzn ze Stodoły odkrywają, że otrzymali od nich niechciany „prezent” - kłopot, który sprawia, że wytwarzają bańkę ciśnieniową, jakby znajdowali się głęboko pod wodą. |    |                                          |                     |                  |                                               |                      |                  |
| 48 | 9  | William                                  | William             | Grant Harvey     | Shernold Edwards                              | 8 listopada 2013     | 5 kwietnia 2014  |
| Audrey wierzy, że dwaj mężczyźni, których spotkała w Stodole trzymają Williama jako zakładnika i namawia pozostałych, by pomogli go jej odnaleźć. |    |                                          |                     |                  |                                               |                      |                  |
| 49 | 10 | The Trouble with Troubles                | Kłopoty z kłopotami | T. W. Peacocke   | Nora Zuckerman Lilla Zuckerman Brian Millikin | 15 listopada 2013    | 12 kwietnia 2014 |
| Audrey budzi się i odkrywa, że znalazła się w alternatywnej rzeczywistości, w której kłopoty nie istnieją. |    |                                          |                     |                  |                                               |                      |                  |
| 50 | 11 | Shot in the Dark również: Monster’s Ball | Szukając po omacku  | Mairzee Almas    | Nick Parker                                   | 22 listopada 2013    | 19 kwietnia 2014 |
| Wieść o potworze zabierającym ludziom serca sprawia, że do Haven przyjeżdżają łowcy zjawisk nadprzyrodzonych. Węszący wszędzie poszukiwacze stanowią problem dla Dwighta, Nathana i reszty. Tymczasem bestia szuka Jennifer... |    |                                          |                     |                  |                                               |                      |                  |
| 51 | 12 | When The Bough Breaks                    | Wyzwanie            | Lee Rose         | Speed Weed Shernold Edwards                   | 6 grudnia 2013       | 26 kwietnia 2014 |
| William jest zdeterminowany by przekonać Audrey by zechciała poznać prawdę o swoich korzeniach. Pojawia się kłopot, którego potencjalnie nie idzie zatrzymać. |    |                                          |                     |                  |                                               |                      |                  |
| 52 | 13 | The Lighthouse                           | Latarnia            | Shawn Piller     | Matt McGuiness Gabrielle Stanton              | 13 grudnia 2013      | 3 maja 2014      |
| Audrey walczy by pozostać sobą i tropi Williama by poznać ich prawdziwą korealację. |    |                                          |                     |                  |                                               |                      |                  |

## Sezon 5 (2014–2015)
28 stycznia 2013 SyFy zamówiło podwójny, 26-odcinkowy sezon serialu.
| Nr | #  | Tytuł                       | Polski tytuł             | Reżyseria       | Scenariusz                        | Premiera             | Premiera w Polsce |
| -- | -- | --------------------------- | ------------------------ | --------------- | --------------------------------- | -------------------- | ----------------- |
| 53 | 1  | See No Evil                 | Nie dostrzegając zła     | Shawn Piller    | Matt McGuinness Gabrielle Stanton | 11 września 2014     | 12 listopada 2014 |
| 54 | 2  | Speak No Evil               | Nie wywołuj wilka z lasu | Shawn Piller    | Matt McGuinness Gabrielle Stanton | 18 września 2014     | 19 listopada 2014 |
| 55 | 3  | Spotlight                   | Na celowniku             | T. W. Peacocke  | Speed Weed Shernold Edwards       | 25 września 2014     | 26 listopada 2014 |
| 56 | 4  | Much Ado About Mara         | Wiele hałasu o Marę      | T. W. Peacocke  | Speed Weed Shernold Edwards       | 2 października 2014  | 3 grudnia 2014    |
| 57 | 5  | The Old Switcheroo (Part 1) | Zamiana ciał część 1     | Jeff Ronfroe    | Cindy McCreery Scott Shepherd     | 10 października 2014 | 10 grudnia 2014   |
| 58 | 6  | The Old Switcheroo (Part 2) | Zamiana ciał część 2     | Jeff Ronfroe    | Cindy McCreery Scott Shepherd     | 17 października 2014 | 17 grudnia 2014   |
| 59 | 7  | Nowhere Man                 | Nieistniejący            | Rob Lieberman   | Brian Millikin                    | 24 października 2014 | 7 stycznia 2015   |
| 60 | 8  | Exposure                    | Rana                     | Rob Lieberman   | Nick Parker                       | 31 października 2014 | 14 stycznia 2015  |
| 61 | 9  | Morbidity                   | Patologia                | Rick Bota       | Speed Weed                        | 7 listopada 2014     | 21 stycznia 2015  |
| 62 | 10 | Mortality                   | Śmiertelność             | Rick Bota       | Adam Higgs                        | 14 listopada 2014    | 28 stycznia 2015  |
| 63 | 11 | Reflections                 | Odbicia                  | Grant Harvey    | Shernold Edwards                  | 21 listopada 2014    | 4 lutego 2015     |
| 64 | 12 | Chemistry                   | Chemia                   | Grant Harvey    | Y. Shireen Yazack                 | 28 listopada 2014    | 11 lutego 2015    |
| 65 | 13 | Chosen                      | Wybrany                  | Shawn Piller    | Matt McGuiness                    | 5 grudnia 2014       | 11 lutego 2015    |
| 66 | 14 | New World Order             | Nowy porządek świata     | Shawn Piller    | Brian Millikin Nick Parker        | 8 października 2015  | 1 listopada 2015  |
| 67 | 15 | Power                       | Moc                      | Rick Bota       | Adam Higgs                        | 8 października 2015  | 8 listopada 2015  |
| 68 | 16 | The Trial of Nathan Wuornos | Próba Nathana Wuornosa   | Rick Bota       | Speed Weed                        | 15 października 2015 | 15 listopada 2015 |
| 69 | 17 | Enter Sandman               | Piaskun                  | Lucas Bryant    | Shernold Edwards                  | 22 października 2015 | 22 listopada 2015 |
| 70 | 18 | Wild Card                   | Dzika karta              | Lee Rose        | Brian Millikin, Nick Parke        | 29 października 2015 | 29 listopada 2015 |
| 71 | 19 | Perditus                    | Perditus                 | Lee Rose        | Gabrielle Stanton, Adam Higgs     | 5 listopada 2015     | 6 grudnia 2015    |
| 72 | 20 | Just Passing Through        | Na chwilę                | Colin Ferguson  | Sam Ernst, Jim Dunn               | 12 listopada 2015    | 13 grudnia 2015   |
| 73 | 21 | Close to Home               | Blisko domu              | Sudz Sutherland | Joshua Brandon                    | 19 listopada 2015    | 20 grudnia 2015   |
| 74 | 22 | A Matter of Time            | Kwestia czasu            | Sudz Sutherland | Brian Millikin                    | 26 listopada 2015    | 10 stycznia 2016  |
| 75 | 23 | Blind Spot                  | Niewidzialny wróg        | T.W. Peacocke   | Y. Shireen Razack                 | 3 grudnia 2015       | 17 stycznia 2016  |
| 76 | 24 | The Widening Gyre           | Dalej i dalej            | T.W. Peacocke   | Nick Parker                       | 10 grudnia 2015      | 24 stycznia 2016  |
| 77 | 25 | Now                         | Teraz                    | Shawn Piller    | Gabrielle Stanton                 | 17 grudnia 2015      | 31 stycznia 2016  |
| 78 | 26 | Forever                     | Na zawsze                | Shawn Piller    | Matt McGuiness                    | 17 grudnia 2015      | 7 lutego 2016     |